# Alternative droite
Pour les articles homonymes, voir M10.
Alternative droite (en roumain : Alternativa Dreaptă, AD) est un parti politique roumain de droite, fondé et enregistré le 9 août 2019.

## Histoire
Le 15 novembre 2018, les partis politiques M10, Union Démocratique Chrétienne de Roumanie (Uniunea Creştin Democrată din România, UCDR), le parti Force Moldavie (Partidul Forţa Moldova) et les plateformes politiques Alternative droite (Alternativa Dreaptă) et Alliance conservatrice (Aliança Conservatoare) forment l'alliance électorale Alternative droite, qui vise à rassembler la droite « conservatrice, démocrate-chrétienne et libérale » roumaine. Le 9 août 2019, le Tribunal de Bucarest officialise la mise en place d'Alternative droite.